# Midnight Series:Midnight Motel
『Midnight Series：Midnight Motel』 (タイ語: Midnight Motel แอปลับ โรงแรมรัก)は、2022–2023年にかけて放送されたタイのテレビドラマシリーズで、ジュンポン・アドゥンキッティポーン (オフ)とプローイションプー・スパサップ (ジャン)、タナチャイ・ウィチットウォントーン (モン)、タナウィン・ティーラプーコーソン (ルイス)が主演する。本作は3つあるミッドナイトシリーズのうちのひとつである。

## 概要
Athip Vichuchaiananが監督し、GMMTVがWakeup Rabbit Studioと共に制作した本作は、2021年12月1日にGMMTVによって開催された"GMMTV 2022 Borderless"のイベント内にて2022年放送予定の22のドラマ・シリーズのうちのひとつとして紹介された。Disney+ Hotstarにて2022年12月28日より毎週水曜日と木曜日の18:00 (ICT)に配信されたほか、2023年1月28日から3月4日まではGMM 25でも放送された。日本ではLALA TVやTELASAなどで放送されている。

## キャスト

### 主演
- モート：ジュンポン・アドゥンキッティポーン (オフ)
- キャット：プローイションプー・スパサップ (ジャン)
- サン：タナチャイ・ウィチットウォントーン (モン)
- ドイ：タナウィン・ティーラプーコーソン (ルイス)

### 助演
- ピーラパット：チャッチャウィット・テーチャラポン (ビクター)
- ジューン(ピーラパットの妻)：シリラパット・コーンタラカーン (ミウ)
- ジェイ(ジューンの秘書)：ダウィーリット・チュンラサップ (ペー)
- ビッグ・オフ：ワーチャラ・カンハー (ガイド)
- ネスおばさん：ニパワン・タウィポーンサワン (カイ)
- ブーンおじさん：バディ・ウィーラチャット・ドゥアンワー (トゥイ)

### ゲスト
- キャットの客：シワット・ホムカン (クルーワイ) (1話)
- アングーンの客：パラードン・ウェーサウライ (1話)
- トニー：トライ・ニムタワット (ニオ) (5話)
- エーカポン・セッタスック (トン)

## エピソード
| No. | タイトル                                         | 放送日         |
| --- | ------------------------------------------------ | -------------- |
| 1   | Welcome to the Business ようこそビジネスの世界へ | 2022年12月28日 |
| 2   | THE INVESTOR 投資家                              | 2022年12月29日 |
| 3   | Ain't Them Bodies Cents 聖なるカネ               | 2023年1月4日   |
| 4   | DISAPPEAR BODY 消えた死体                        | 2023年1月5日   |
| 5   | BLAST FROM THE PAST 懐かしい思い出               | 2023年1月11日  |
| 6   | ALL OR NOTHING オール・オア・ナッシング          | 2023年1月12日  |